# Agonita metasternalis
Agonita metasternalis es un coleóptero de la familia Chrysomelidae.
Fue descrita científicamente por primera vez en 1962 por Tan & Sun.